# Vybíjená (román)
Vybíjená je psychologický román českého spisovatele Michala Viewegha z roku 2004, který retrospektivně sleduje životní osudy několika spolužáků od gymnaziálních dob až na práh čtyřicítky. Podle Petra Kukala je tento román „autorovým návratem k promyšlené, kompozičně i stylisticky propracované próze, jíž si získal uznání literární kritiky i zájem čtenářské obce v polovině devadesátých let.“ Název románu odkazuje nejen na týmovou hru, kterou za školních let protagonisté často hráli a v níž se ukázalo, kdo udává tempo a kdo je outsider. V širším smyslu je toto slovo „metaforou nevypočitatelnosti, ale současně nevyhnutelnosti životních zvratů a pohrom.“
Román poprvé vydalo nakladatelství Petrov v nákladu 50 000 výtisků a záhy se dočkal překladů do několika dalších jazyků. Kniha obdržela, na rozdíl od několika Vieweghových předchozích děl, příznivé hodnocení literárních kritiků a v roce 2005 získala cenu Magnesia litera v kategorii Cena čtenářů. V roce 2015 vznikla v režii Petra Nikolaeva její filmová adaptace.

## Děj
Příchod nové spolužačky Evy způsobí ve třídě jednoho pražského gymnázia roku 1977 pozdvižení. Její krása uhrane nejen pohlednému sportovci Jeffovi a básnikovi Tomovi, ale mimo jiné i třídní ošklivce Hujerové. Tichá a sportovně nadaná Eva bere nevyžádanou Jeffovu přízeň s klidem a téměř všichni včetně Eviných rodičů považují tyto dva za ideální pár. Jen velmi úzký okruh lidí ví, že si Eva Jeffa nepřipouští k tělu a svůj první milostný zážitek má na maturitním večírku na Slapech s češtinářem Varteckým, který jí již od prvního momentu přitahuje. I přes to si Eva Jeffa nakonec bere a mají spolu dceru Alici. Neshody mezi přepracovaným Jeffem a introvertní Evou však vedou k rozchodu. Eva se posléze živí jako právnička zahraniční firmy a vychovává Alici sama, zatímco Jeff se dočasně uteče k návštěvám nevěstinců a žije spolu s Tomem a Skippym ve společném staromládeneckém bytě, přezdívaném „Doupě“.
Tom je do Evy nešťastně zamilován a tato jeho posedlost Evou přetrvá i do pozdních let, kdy propadá alkoholismu. Již jako učitel na tomtéž gymnáziu, kde kdysi s ostatními studoval, si všimne Kláry, dívky nápadně připomínající Evu. Přitahován jejím zjevem se s ní sblíží a nakonec se s ní ožení. Brzy se však projevuje věkový rozdíl, který vyústí v rozvod. Tomův příběh v lecčems připomíná příběh autorův, kterému je v celé knize věnováno jen šest roztroušených kapitol. Třetím obyvatelem Doupěte je Skippy, jenž již za školních let platí za třídního recesistu. Skippy pracuje jako gynekolog a i ve svých čtyřiceti letech zůstává sám. Jeho mluvený projev je plný vulgarit a obscénních vtípků, značnou část času věnuje sledováním fotbalu, koupí nových mobilních telefonů a sbíráním zátek. Ani jeho nejbližší přátelé, Jeff a Tom, nevědí, že je Skippy homosexuál a že toto jeho chování je vlastně jen přetvářka. Jen náhodou se provalí, že každou středu dochází Skippy k Evě, kde za její tiché přítomnosti sleduje fotbal. 
Posledním hrdinou románu, či spíše hrdinkou, je ošklivka Hujerová, kterou v útlém dětství opustila matka a byla tak vychovávána pouze otcem. Celé mládí trpí Hujerová komplexy ze svého vzhledu, přičemž se trochu konejší tím, že v jejich třídě je ještě ošklivější dívka: Irena Větvičková alias „Větev“. Neschopná navázat vztah se Hujerová oddává autoerotice a ač tajně miluje Toma, předstírá před ostatními, že chodí s jistým Liborem. Spolužáci o Liborově existenci pochybují, skeptické hlasy nicméně utichnou, když před nimi s klidným hlasem Hujerová otevřeně přizná, že si svůj nehezký vzhled uvědomuje. Po maturitě se Hujerová vyučí návrhářkou interiérů, narazí díky práci svého otce na svého budoucího muže Borise a má s ním dvě děti. I tak zprávu o Tomově svatbě probrečí.
V románu vystupují okrajově i další postavy. Tou nejtragičtější je patrně ošklivá Irena, která tři roky po maturitě spáchá sebevraždu skokem pod přijíždějící soupravu metra. Podobně tragická je i postava spolužáka Karla, který na Slovensku spolu s Jeffem slouží na vojně. V den, kdy je Eva s Karlovou manželkou Marií, též spolužačkou, přijedou navštívit, Karel nešťastnou náhodou umírá. 

## Styl a kontext

### Celkové vyznění
Román byl označen za melancholicky laděnou grotesku, jež s nutnou dávkou ironického nadhledu popisuje z různých perspektiv příběhy šestice vrstevníků, pěti spolužáků z jedné gymnaziální třídy a samotného autora. Do jejich životů se s přibývajícími léty vkrádá smutek spolu s „vědomím pomíjivosti a promarněných možností, které vesměs přijímají se smířenou rezignací.“ I přes poměrně banální děj se jedná o velmi čtivý, humorný a přitom „nostalgický román o přiznaném i odmítaném stárnutí, naivitě mládí, krizích středního věku, životních zkušenostech a nenaplněných tužbách.“
Poměrně výrazně je připomínáno, že navenek se věci mohou jevit jinak, než jaké skutečně jsou, viz i ukázky níže. Očekávání okolí nutí hrdiny jednat odlišně od svých vlastních přání a většina z nich tak není schopna být sama sebou. Místo toho hrají protagonisté za svého mládí neustále hru před ostatními, která nicméně formuje jejich životní osudy a přetrvává i mnoho let po skončení střední školy. Ve svých završených čtyřiceti letech se pak hrdinové ohlížejí za uběhlým životem, kdy je stárnutí pojato jako dozvuk mládí.

### Kompozice
Román sestává s řady krátkých kapitol nadepsaných vždy jménem jedné z hlavních postav, přičemž každá kapitolka představuje jistý postřeh, jistou konkrétní situaci spjatou s danou postavou. Děj tak není uspořádán chronologicky a odvíjí se v několika časových rovinách. Tato „mozaikovitá kompozice, občas vědomě ne úplně přehledná, vytváří nakonec impozantní obraz celku díla,“ kdy autor „některé informace podává čtenáři hned, jiné úmyslně zamlčuje, aby je v pravý čas osvětlil.“ Slovy Petra Kukala: „Mezi třídou gymnaziálních studentů a abiturientskou sešlostí čtyřicátníků je tak napjata (mnohdy téměř k prasknutí) osnova, do níž aktéři příběhu zvolna vetkávají obrazy svých dramat.“
Volba čtyřicítky jako zlomového věku není náhodný. Jak se sám Viewegh vyjádřil, tak v jeho případě „to není jen mechanický předěl. Právě v tomhle období se mi v životě sešlo několik závažných událostí. Oženil jsem se, narodila se nám Sára, zároveň mi krátce po sobě umřeli babička s dědou, na které jsem byl hodně vázaný, napůl jsem se přestěhoval do Sázavy… A také se zintenzivnily naše abiturientské srazy, se spolužáky z gymnázia se scházíme každý rok, s kruhem z vysoké školy dokonce až třikrát ročně. Leccos jsem tam viděl a leccos vyslechl — a z tohohle všeho jsem pak udělal román.“

### Postavy
Hlavní postavy jsou označovány povětšinou svými přezdívkami získanými během gymnaziálních let. Kromě melancholické krásky Evy a nešťastně zamilovaného intelektuála Toma tak v románu vystupuje atletický idol Jeff, třídní recesista Skippy a zakomplexovaná ošklivka Hujerová. Tato pětice tvoří charakteristické typy postav, které nicméně nejsou statické a s postupujícím dějem se vyvíjejí a individualizují.
Vedle pětice spolužáků se v románu taktéž objevuje sám autor. Zatímco v jeho postavě Viewegh popisuje své vlastní skutečné zážitky, ostatní postavy a situace jsou většinou smyšlené, kdy Viewegh jen výjimečně užil skutečných historek spolužáků či přátel. Silně autobiograficky nicméně však svými povahovými rysy působí postava Toma, který „představuje element intelektuálství, nedosažitelné romantické lásky s tragickým koncem a také filozofujícího cynika s křehkým srdcem.“ Tom je nešťastně zamilován do Evy, což silně ovlivňuje jeho život i dlouho po dokončení školní docházky, viz i danou ukázku. Překrásná Eva je přitom neustále ve středu zájmu spolužáků, jehož stinnou stránkou je i nevyžádaná pozornost, která dlouhodobě vyústí až v neschopnost Eviny seberealizace v partnerském vztahu.
V záměrném kontrastu k Evě stojí nepěkná Hujerová, třídní outsider, která je však podobně jako Eva nucena okolím k přetvářce, kdy si ve snaze o začlenění mezi spolužáky mimo jiné vymýšlí fiktivního přítele, viz příslušnou ukázku. Kvůli svému vzhledu se pro nešťastnou Hujerovou stává krása měřítkem všech hodnot. Na rozdíl od Evy však „Hujerová právě díky svému počátečnímu znevýhodnění v sobě nachází životní energii a cílevědomost, které jí nakonec přinesou i vysněného partnera, profesní úspěchy, zájem ze strany mužů a rodinu.“ Postava Hujerové je dle Aleše Knappa „jednou z nejplastičtěji vymodelovaných figur ve Vieweghově tvorbě vůbec.“ Ostatně měla být Hujerová původně jediným vypravěčem románu a až později se Viewegh rozhodl rozšířit vyprávění o další úhly pohledu.

## Ukázky
- Irena Větvičková, přezdívaná všemi spolužáky Větev, spáchá sebevraždu skokem pod soupravu metra. Podle svých slov druhá nejošklivější dívka ve třídě, Hujerová, se zamýšlí na Irenině pohřbu:

Dokonce – světe, div se – měla i rodiče! Pozoruji jejich otřásající se ramena: skutečnost, že je možné upřímně naříkat i nad smrtí takové ošklivky, mě naplňuje skandálním optimismem. Očima studuji absurdně symetrickou kompozici věnců srovnaných pod rakví – jako kdyby tím té šílené události bylo možné dát nějaký řád. Prakticky veškeré květiny i stuhy jsou bílé. Začíná hrát Valčík na rozloučenou. Který idiot to vybral? V tanečních si Ireny nikdo ani nevšiml. Skippy vedle mě se rozbrečí (už jste viděli brečet tučňáka?), a tak si zaryju nehet palce do kůžičky mezi prsty levé ruky. Jak tak bolestí mhouřím oči, připadám si jako v nějakém filmu z šedesátých let: všude jen černá a bílá. Jestlipak někdy dostala kytku od někoho jiného než od rodičů? Vsadím se, že ne. Já tedy ne. Za jednadvacet let ani jeden jediný puget – ale jakmile se zabijeme, dostaneme jich přibližně padesát. Není tady něco v nepořádku? Najednou mě napadne, jestli to vlastně není poslední z urážek, kterých se Ireně v životě tak hojně dostávalo: padesát bílých symbolů nevinnosti.
Jinými slovy: všichni dobře víme, že Větev si nikdy nezašukala.
Po pohřbu se přesuneme do naší gymnaziální hospody. Okamžitě si u výčepu objednám dvojitý fernet; když hospodskému prozradím, proč jsme všichni v černém, špatně předstírá, že si na Irenu pamatuje.
„Delší hnědý vlasy. Taková… mírná… trochu zamlklá,“ pomáhá mu Katka a všichni vidíme její úsilí, s nímž se snaží vyhnout slovu ošklivá. Kdyby se lidé naučili přesvědčivě lhát, říkám si v duchu, svět by byl o něco snesitelnější.
„Taková nápadně nehezká,“ promluvím nahlas. „Jako já.“
Třída ztichne. Tomu říkám coming out! Tvářím se vzpurně, ale najednou mi dojde, co mě až do té chvíle nenapadlo: Větev je mrtvá, takže ode dneška jsem nejošklivější já.
Musím si prokousnout ret, protože tentokrát bych se už docela určitě rozbrečela.
Vybíjená, str. 123
- Za gymnaziálních let si Hujerová ze zoufalosti a osamělosti vymýšlí přítele Libora, viz první ukázka. Po letech tohoto imaginárního přítele vzkřísí znovu, aby si vytvořila alibi při seznamování se s Borisem, svým budoucím manželem:

Je půl osmé a já musím do zítřejšího rána dotvořit svého zatím až příliš neurčitého chlapce: jeho postavu, výšku a váhu, jeho vlasy, oči (hnědé? nebo radši zelené?), hlas, chůzi. Měla bych znát číslo jeho košile i číslo bot. Musím umět popsat jeho rodiče (co kdyby jeho matka byla nějaká pani s natáčkama?), a pokud možno i prarodiče. Taky jeho zvyky a koníčky: jaký dělá sport, jaké má auto, v kolik hodin o víkendu vstává a kam jezdí na dovolenou. Musím znát jeho pachy a vůně, značku jeho cigaret i jména kolegů z práce. Musím vědět, jestli v noci chrápe. Je třeba jasně definovat jeho přednosti a nedostatky. Pochopitelně je třeba zvážit, jak líbá, a rozhodnout se, jestli budeme používat kondom. Dále si musím vymyslet nejčastější důvody našich hádek i způsoby, jakými se obvykle usmiřujeme. A tohle všechno se musím naučit nazpaměť.
Nutně zkrátka potřebuji, aby ta nevěrohodná fiktivní postava jménem Libor v mých příštích vyprávěních skutečně ožila a Marii, Tomovi a všem ostatním ukázala… co vlastně?
Jak moc jsem zoufalá?
Jak moc nějakého opravdového Libora potřebuju?
Vybíjená, str. 76
Panna v osmadvaceti, to není normální, to by ho vyděsilo – rázem bych se v jeho očích změnila ve zboží, které nikdo nekupuje.
Takže musím z bahnitého dna zdymadla na Střeleckém ostrově vytáhnout Libora: umyju ho, usuším a rozchodím. Ještě před pár dny to byla nafouklá zelená mrtvola, a teď už se na mě znovu usmívá. Už zase kouří a odklepává si popel do dlaně. Znovu se učím všechny potřebné reálie – s nechutí i s jistým sentimentem, jako když si herec opakuje dávno zapomenutou roli.
Vybíjená, str. 186
- Jeff byl od prvního okamžiku zamilován do Evy, která je okolnostmi v podstatě dotlačena k tomu, aby s ním nakonec navázala vztah. V první ukázce níže Eva po mnoha letech rekapituluje. Podobně se nad svým životem zamýšlí ve druhé ukázce Skippy, který se dosud s některými niterními pocity a svou sexualitou nesvěřil ani nejlepším kamarádům:

S odstupem více než dvaceti let ho Eva chápe. Málokdo to tenkrát tušil, ale za celé ty tři roky mu nedovolila víc než líbání a nějaké to hlazení. Líbil se jí, to ano, ale nemilovala ho (po svatbě jí to Jeff občas připomínal a společně se tomu smáli). Spolužáci, profesorský sbor i její rodiče je nicméně od začátku považovali za ideální pár. V posledním ročníku už všichni automaticky předpokládali, že spolu spí (pravdu znal jen Tom a Skippy). Když Jeff nepřišel ráno do školy, třídní profesorka se Evy úplně samozřejmě přede všemi zeptala, co s ním je. Když si Evin otec jel pro nové auto, vzal Jeffa s sebou. Říkala si, že zažívá pravý opak toho, co většina dívek v jejím věku: před rodiči předstírá, že sex existuje. Přitom o něm (a koneckonců ani o ní) mnoho nevěděli. Jak si mohli být tak jistí? Mívala provinilý pocit, že to všem kazí. Proč ale právě Jeff? ptávala se sama sebe. Má si ho vzít za muže a mít s ním děti jenom proto, že si ji zamluvil? Nebo že je hezký? Nebo proto, že se ta myšlenka zamlouvá ostatním?
Vybíjená, str. 213
Pravda je, že pořád někoho napodobuju. Ve škole sem hrál třídního recesistu, v ordinaci se pokouším imitovat ty zdvořilý doktory z americkejch filmů a před Jeffem a Tomem pro změnu hraju mužskou sexualitu: nenakupuju, vůbec po sobě neuklízím a mluvím sprostě. Cha cha. Nejsem pochopitelně herec, takže často přehrávám a vypadávám z role, ale myslíte si, že si toho ty dva pitomci jednou jedinkrát všimli? Sou tak zabedněný, že mi dokonce pomáhaj balit holky. Nevim, co už bych musel udělat, aby jim to po těch pětadvaceti letech došlo. Nejspíš bych jim to musel říct. Jenomže přesně tohle udělat nemůžu: když se čtvrt století nahlas smějete vtipům o buzerantech – nebo je dokonce sami vyprávíte – těžko pak můžete přijít s tím, že ste mimochodem vlastně taky gay.
Vybíjená, str. 177
- Tomova nešťastná láska k Evě přetrvává až do jeho dospělosti, kdy už pracuje jako učitel na tomtéž gymnáziu, kde oba studovali. Eva měla románek s učitelem Varteckým, na který se ho Tom, nyní již jako kolega, na jednom ze školních večírků napřímo zeptá:

Když na sebe zhruba o hodinu později s Varteckým znovu narazíme, ještě jednou se k jeho narážce vrátím – počkám samozřejmě na delší prodlevu v konverzaci, aby náhlá změna tématu nepůsobila tak násilně. […] „Spal jsi s ní tenkrát na Slapech?“
Nepotřebuje se ptát na jméno, a ani nepředstírá, že by musel vzpomínat. Ocením to, ale zároveň mě to zneklidní: krásných dívek učil za ta léta desítky, ne‑li stovky.
„Ne.“
Zdá se, že nelže, ale nejsem si jistý. […] Stále mu úplně nevěřím, ale nezlobím se na něho: nemá důvod mi lhát, takže pokud mi stran té více než dvacet let staré minulosti neříká pravdu, dělá to jen z ohleduplnosti. Ví, že pro mě minulost neskončila.
„A ty?“ zeptá se nečekaně.
„Bingo!“ zvolám. „Klíčová otázka. Jádro pudla.“
„Takže nespal.“
„Ne.“
Neřekne na to nic.
„Dvě písmena – a je v nich půl života,“ říkám já.
Vybíjená, str. 14